# Radio Frankfurt/Oder
Radio Frankfurt/Oder était une radio privée régionale de Brandebourg.

## Histoire
Radio Frankfurt/Oder faisait partie de The Radio Group.
L'assemblée des actionnaires de Brandenburger Lokalradios GmbH décide le 30 septembre 2015 d'arrêter Radio Frankfurt/Oder le 31 décembre 2015. La dernière diffusion en direct a lieu le 24 décembre et l'arrêt de toute transmission le 31 décembre à 23h59.
La fréquence 99.3 FM est récupérée à l'été 2016 par Radio Teddy.

### Source de la traduction
- (de) Cet article est partiellement ou en totalité issu de l’article de Wikipédia en allemand intitulé « Radio Frankfurt/Oder » (voir la liste des auteurs).